# Дуббель (книга)

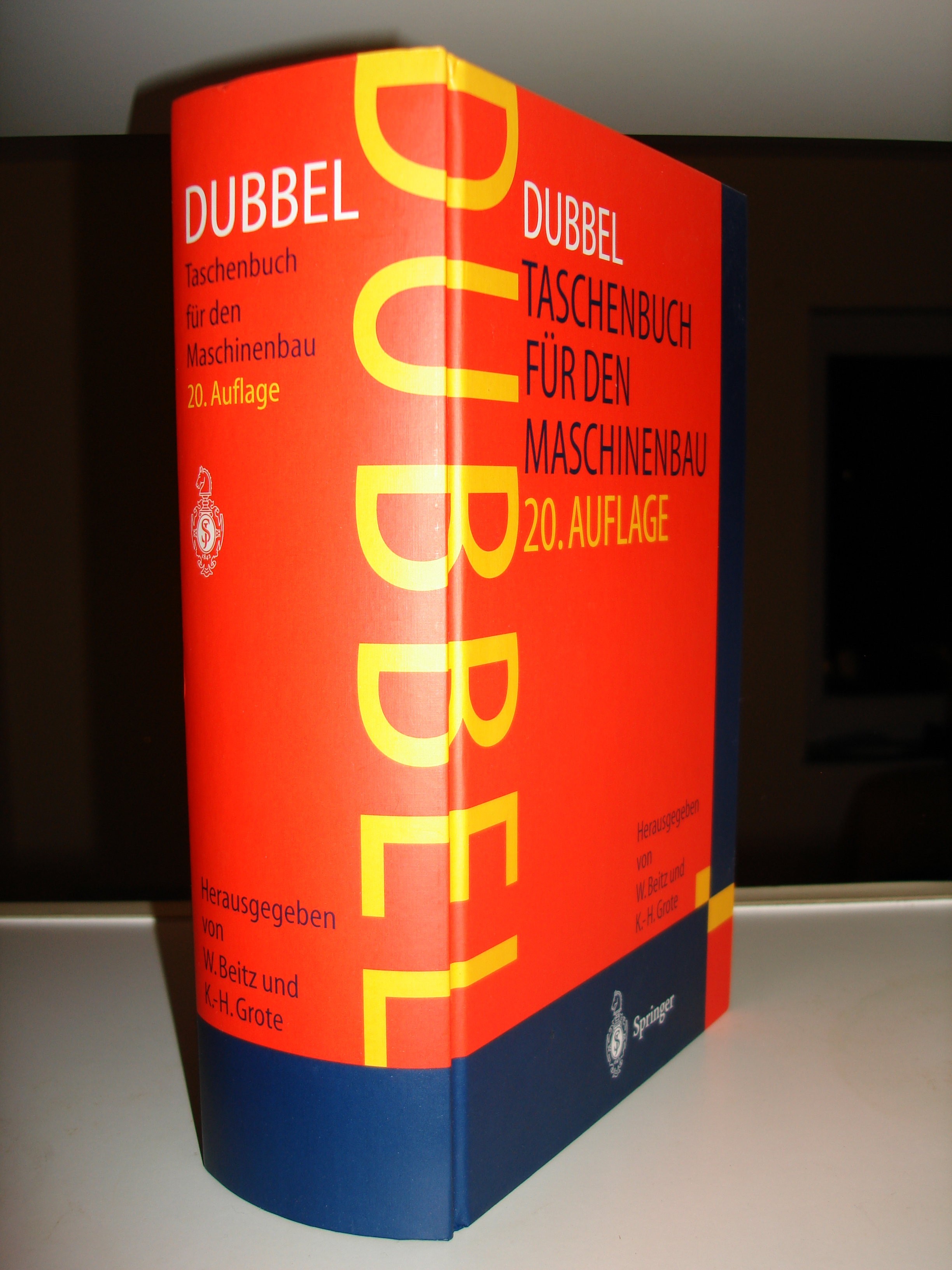

Дуббель (нем. Dubbel) — двухтомный справочник по машиностроению, издаваемый на немецком языке с 1914 года.
Первое немецкое издание выпущено профессором Аахенского университета Генрихом Дуббелем в 1914 году. К настоящему времени справочник выдержал 26 изданий; его общий тираж за все годы существования превысил 1 млн экземпляров.
В переводе на русский языке являлся одним из самых распространённых довоенных технических справочников в СССР.

## Издания
- 1-е, 1914
- 2-е, 1919
- 3-е, 1921
- 4-е, 1924 (с этого издания — в 2-х томах)
- 5-е, 1929
- 6-е, 1935
- 7-е, 1939
- 8-е, 1941
- 9-е, 1943
- 10-е, 1949
- 11-е, 1953
- 12-е, 1961
- 13-е, 1970
- 14-е, 1981 (с этого издания — в 1-м томе)
- 15-е, 1983
- 16-е, 1987
- 17-е, 1990
- 18-е, 1995
- 19-е, 1997
- 20-е, 2001
- 21-е, 2005
- 22-е, 2007
- 23-е, 2011
- 24-е, 2014
- 25-е, 2018
- 26-е, 2020 (с этого издания — в 3-х томах)

## Переводное издание на русском языке
- Дуббель Г. Справочная книга по машиностроению. В 2-х тт. Пер. с 3-го и 4-го изд. под ред. Н. С. Калабина и Ф. В. Аккермана. Т. 1. — Берлин: «Шпрингер» 1927. — 888 с.
- Дуббель Г. Справочная книга по машиностроению. В 2-х тт. Пер. с 3-го и 4-го изд. под ред. Н. С. Калабина и Ф. В. Аккермана. Т. 2. — Берлин: «Шпрингер» 1927. — 963 с.
- Дуббель Г. Справочная книга по машиностроению. В 2-х тт. Пер. с 3-го и 4-го нем. изд. Т. 1. — М.: Гостехиздат, 1928. — 1031 с.
- Дуббель Г. Справочная книга по машиностроению. В 2-х тт. Пер. с 3-го и 4-го нем. изд. Т. 2. — М.: Гостехиздат, 1928. — 1128 с.
- Дуббель Г. Справочная книга по машиностроению. Пер. с 4-го нем. изд. В 4-х вып. Вып. 1. — М.: Моск. акц. изд. общество, 1929. — 768 с.
- Дуббель Г. Справочная книга по машиностроению. В 2-х тт. Пер. с 3-го и 4-го нем. изд. 2-е изд. Т. 1. — М.: Гостехиздат, 1931. — 1031 с.
- Дуббель Г. Справочная книга по машиностроению. В 2-х тт. Пер. с 3-го и 4-го нем. изд. 3-е изд. Т. 1. — М.: Госмашметиздат, 1932. — 1031 с.